# Night Visions Live
Night Visions Live é o segundo álbum ao vivo da banda americana de rock alternativo Imagine Dragons. Foi gravado durante uma apresentação ao vivo no Red Rocks Amphitheatre em 16 de maio de 2013, durante a Night Visions Tour. O álbum foi lançado pela KIDinaKORNER e pela Interscope Records em 25 de fevereiro de 2014.
As cópias físicas do álbum e de vídeo incluem o documentário de 2012: The Making of Night Visions, bem como os videoclipes da banda produzidos durante o ciclo do álbum Night Visions (2012).

## Antecedentes
Em 2012, Imagine Dragons lançou seu álbum de estreia, Night Visions, que acabou sendo um sucesso comercial. Para promover o álbum, a banda partiu em uma turnê de um ano, começando no início de 2013 e terminando em meados de 2014, intitulando de "Night Visions Tour". A turnê abrangeu mais de 170 datas e visitou a América do Norte, América do Sul, Europa e Oceania.

## Gravação

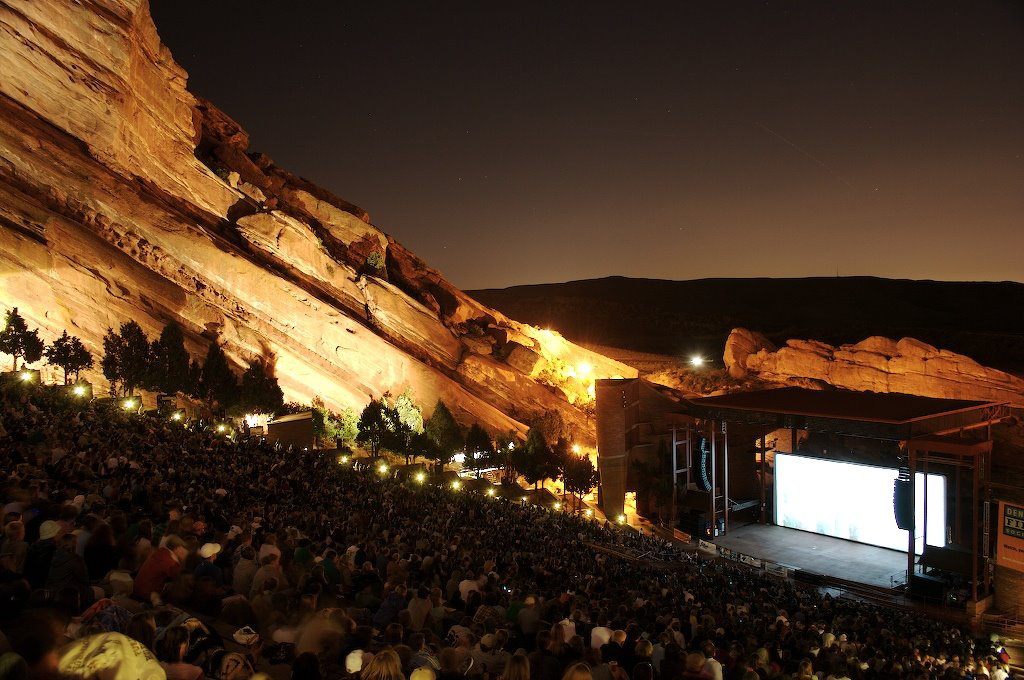
Red Rocks Amphitheatre, o local onde o álbum foi gravado em 16 de maio de 2013.

Night Visions Live foi gravado durante o desempenho da banda no Red Rocks Amphitheatre em Denver, Colorado, na data de 16 de maio de 2013, durante o Night Visions Tour. O local, que detém apenas menos de 9.500 pessoas, foi vendido para o desempenho, que foi realizado apenas uma noite. O setlist do show, no entanto, não refletiu a listagem de faixas do Night Visions Live. O setlist do show, por exemplo, abriu com "Round and Round", a canção de abertura que abria praticamente, todos os shows no Night Visions Tour. O show progredia com "Amsterdam", "Tiptoe", "Hear Me", "Cha-Ching (Till We Grow Older)", "Rocks", "Radioactive", "30 Lives", "Bleeding Out", "Demons", depois um cover de Ben E. King da canção "Stand by Me", posteriormente "Underdog" e "On Top of the World" antes de terminar o show com "It's Time", e encerrando com um bis da canção "Nothing Left to Say", a setlist usual de fechamento da turnê.
O vídeo, no entanto, seguiu o setlist em ordem cronológica, mas omitiu os desempenhos de "Hear me", "Radioactive", "30 lives", "Bleeding Out", "Stand By Me", "On Top of the World" e o bis de "Nothing Left to Say". O desempenho em si durou menos de duas horas, e que tinha sido descrito por AH Goldstein de Denver baseados no jornal alternative weekly de Westword como "um espetáculo de palco bem planejado e de grande orçamento que se encaixaria perfeitamente em qualquer estádio ou em qualquer sala deslubrante nas nativas de Las Vegas". O desempenho gravado tornou-se o segundo álbum ao vivo da banda após o Live at Independent Records, que também foi gravado em Denver, Colorado.
O show foi um dos muitos que foram gravados no Night Visions Tour em áudio-visual para um possível lançamento durante ou após a turnê, antes do final do ciclo de promoção do Night Visions. As performances gravadas incluem a noite de abertura do Night Visions Tour em 30 de dezembro de 2012 no The Joint em Las Vegas, Nevada, que mais tarde foi usado para um vídeo ao vivo de "Radioactive" e partes do vídeo da canção para o videoclipe de "Demons", que, em parte, foi combinado com imagens da performance de 9 de fevereiro de 2013 no mesmo local.

## Faixas
Todas as faixas escritas e compostas por Ben McKee, Dan Platzman, Dan Reynolds e Wayne Sermon, exceto onde indicado. 
| Night Visions Live |                                               |                                                            |         |  |
| N.º                | Título                                        | Compositor(es)                                             | Duração |  |
| 1.                 | "Radioactive"                                 | McKee Platzman Reynolds Sermon Alexander Grant Josh Mosser | 6:44    |  |
| 2.                 | "Hear Me"                                     |                                                            | 4:54    |  |
| 3.                 | "On Top of the World"                         | McKee Platzman Reynolds Sermon Grant                       | 3:22    |  |
| 4.                 | "Round and Round"                             | McKee Platzman Reynolds Sermon Grant                       | 3:38    |  |
| 5.                 | "Amsterdam"                                   |                                                            | 4:11    |  |
| 6.                 | "Tip Toe"                                     |                                                            | 5:35    |  |
| 7.                 | "Cha-Ching"                                   | Clint Holgate McKee Platzman Reynolds Sermon               | 4:43    |  |
| 8.                 | "Rocks"                                       |                                                            | 3:43    |  |
| 9.                 | "Demons"                                      | McKee Platzman Reynolds Sermon Grant Mosser                | 3:16    |  |
| 10.                | "Underdog"                                    |                                                            | 4:18    |  |
| 11.                | "It's Time"                                   |                                                            | 5:30    |  |
| 12.                | "It's Time" (Live London Sessions Acoustic)   |                                                            | 4:10    |  |
| 13.                | "Radioactive" (Live London Sessions Acoustic) | McKee Platzman Reynolds Sermon Grant Mosser                | 4:30    |  |
| 14.                | "Demons" (Live London Sessions Acoustic)      | McKee Platzman Reynolds Sermon Grant Mosser                | 3:07    |  |
| Duração total:     | Duração total:                                | Duração total:                                             | 61:41   |  |

| Disco 2, Parte 1 - The Making of Night Visions |                                                       |         |  |
| N.º                                            | Título                                                | Duração |  |
| 1.                                             | "Intro"                                               |         |  |
| 2.                                             | "In the Studio Part 1" / "Alex Da Kid"                |         |  |
| 3.                                             | "Radioactive"                                         |         |  |
| 4.                                             | "Las Vegas" / "Beginning Days"                        |         |  |
| 5.                                             | "In the Studio Part 2"                                |         |  |
| 6.                                             | "Demons"                                              |         |  |
| 7.                                             | "In the Studio Part 3"                                |         |  |
| 8.                                             | "Hear Me"                                             |         |  |
| 9.                                             | "In the Studio Part 4" / "Album Planning"             |         |  |
| 10.                                            | "In the Studio Part 5" / "Every Night" / "Reflection" |         |  |
| 11.                                            | "In the Studio Part 6" / "On Top of the World"        |         |  |
| 12.                                            | "End Credits"                                         |         |  |

| Disco 2, Parte 2 - Live at Red Rocks |                   |         |  |
| N.º                                  | Título            | Duração |  |
| 1.                                   | "Show Intro"      |         |  |
| 2.                                   | "Round and Round" |         |  |
| 3.                                   | "Amsterdam"       |         |  |
| 4.                                   | "Tip Toe"         |         |  |
| 5.                                   | "Cha-Ching"       |         |  |
| 6.                                   | "Rocks"           |         |  |
| 7.                                   | "Demons"          |         |  |
| 8.                                   | "Underdog"        |         |  |
| 9.                                   | "It's Time"       |         |  |

| Disco 2, Parte 3 - Videoclipes |                       |                       |         |  |
| N.º                            | Título                | Diretor(es)           | Duração |  |
| 1.                             | "It's Time"           | Anthony Leonardi      | 4:07    |  |
| 2.                             | "Radioactive"         | Syndrome              | 4:22    |  |
| 3.                             | "Demons"              | Isaac Halasima        | 3:57    |  |
| 4.                             | "On Top of the World" | Matt Eastin Corey Fox | 4:02    |  |

## Pessoal
Imagine Dragons
- Dan Reynolds – vocais, bateria
- Wayne Sermon – guitarra, bateria, vocais de apoio
- Ben McKee – baixo, bateria, vocais de apoio, teclado
- Daniel Platzman – bateria, viola, vocais de apoio
- Ryan Walker (membro de turnê) – teclados, guitarra elétrica, bateira, vocais de apoio, bandolim elétrico, guitarra acústica

Pessoal técnico
- Alexander Grant – produção

## Certificações
| Região            | Certificação | Vendas  |
| ----------------- | ------------ | ------- |
| México (AMPROFON) | 2× Platina   | 120.000 |

## Histórico de lançamento
| Região         | Data                    | Formato          | Gravadora                       | Nº do Catálogo |
| -------------- | ----------------------- | ---------------- | ------------------------------- | -------------- |
| Canadá         | 25 de fevereiro de 2014 | CD+DVD           | KIDinaKORNER Interscope Records | 0253773521     |
| Estados Unidos | 25 de fevereiro de 2014 | CD+DVD           | KIDinaKORNER Interscope Records | 0253773521     |
| Ucrânia        | 4 de março de 2014      | Download digital | Interscope Records              | nenhum         |
| Austrália      | 4 de abril de 2014      | CD+DVD           | Interscope Records              | desconhecido   |
| Nova Zelândia  | 4 de abril de 2014      | CD+DVD           | Interscope Records              | desconhecido   |
| França         | 7 de abril de 2014      | CD+DVD           | Interscope Records              | desconhecido   |
| Alemanha       | 7 de abril de 2014      | CD+DVD           | Interscope Records              | desconhecido   |
| Reino Unido    | 7 de abril de 2014      | CD+DVD           | Interscope Records              | desconhecido   |